# Videojuego de construcción y gestión
Los videojuegos de construcción y gestión son un subgénero de los videojuegos de simulación donde los jugadores construyen, expanden o gestionan comunidades ficticias o proyectos con recursos limitados. Los videojuegos de estrategia a veces tienen aspectos de este tipo de videojuegos en su economía, ya que los jugadores deben gestionar los recursos a medida que expanden el proyecto. Pero los videojuegos de construcción y gestión se diferencian de los videojuegos de estrategia en que el objetivo del jugador no es derrotar un enemigo, sino construir o llevar a cabo algo.
Un ejemplo de éxito en el género es SimCity. Otros juegos en el género van desde videojuegos de construcción de ciudades como Caesar, videojuegos de simulación económica como Hollywood Mogul, a verdaderos videojuegos de construcción y gestión como Theme Park. A veces los videojuegos de estrategia como Civilization y The Settlers incluyen aspectos de los juegos de construcción y gestión en su jugabilidad.

## Jugabilidad

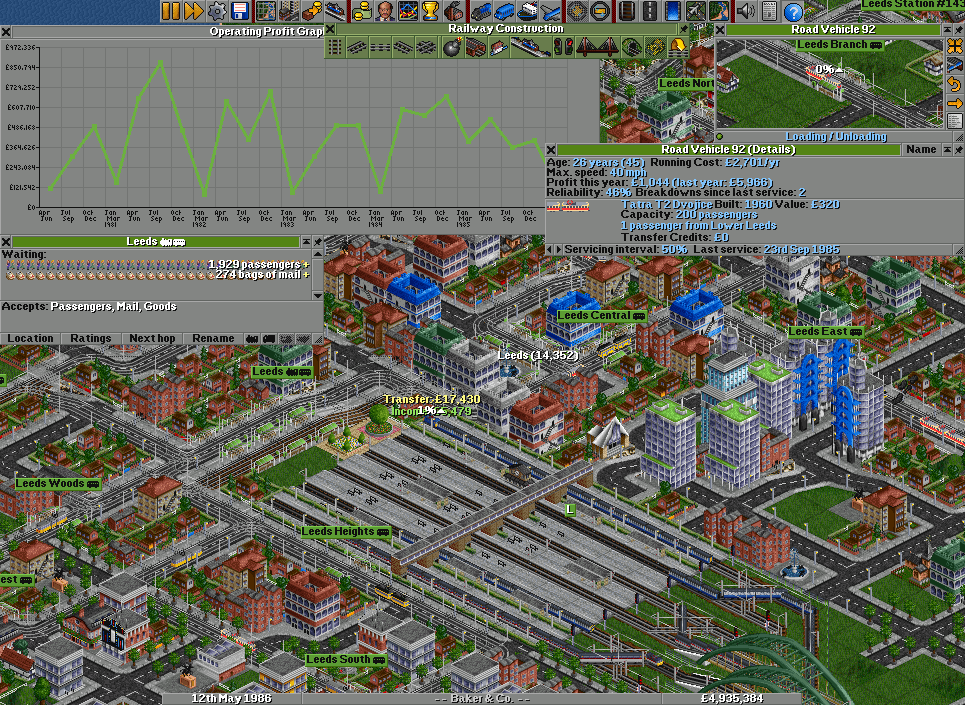
Imagen del juego SimCity

Los videojuegos de construcción y gestión toman lugar en donde la economía puede ser desarrollada y gestionada. Esto puede ser algún tipo de comunidad, institución o imperio. Los jugadores generalmente tienen dos tipos de herramientas a su disposición: herramientas para construir, y herramientas para gestionar.
Los jugadores deben gestionar los recursos a medida que la economía del juego se desarrolla. Una economía es un sistema en el cual los recursos son producidos, consumidos e intercambiados. Los recursos son extraídos de una fuente, como por ejemplo dinero de un banco, u oro de una mina. Algunos videojuegos permiten a los jugadores convertir los recursos de un tipo a otro, como por ejemplo fermentar azúcar en ron. Luego, estos recursos son utilizados para construcción (construir nuevas cosas para servir a algún propósito) o mantenimiento (para prevenir perdidas o deterioros).
El principal reto es obtener los recursos necesarios para completar las construcciones. Los mecanismos de construcción tienden a ser de dos tipos: comprar o diseñar y construir. Los desastres aleatorios pueden crear nuevos retos para la construcción.
Muchos videojuegos de este género no poseen condiciones de victoria, aunque los jugadores siempre pueden perder por caer en bancarrota de recursos. Generalmente son juegos para un jugador.

## Historia
Utopia fue lanzado en 1982 para Intellivision. Es posiblemente el primer videojuego que simula la gestión y construcción de una isla. Utopia sirvió como arquetipo para futuros videojuegos de construcción y gestión, así como para el género de la estrategia en tiempo real.

## Gráficos
Los JCG pueden ser muy populares incluso sin sofisticados gráficos tridimensionales. Estos juegos han adoptado la tecnología 3D más lentamente que en otros géneros (como los videojuegos de disparos en primera persona), siendo la principal razón que la gran cantidad de objetos, construcciones y animaciones que deben ser mostrados en la pantalla pueden ser muy pesados inclusive para la última tecnología. La mayoría de estos juegos utilizan una vista con proyección isométrica que permite mostrar un detalle gráfico razonable y una mayor facilidad de control al tener los requerimientos de sistema mínimos, pero al costo de una libertad de cámara limitada.

## Subgéneros
Varios géneros más específicos han sido desarrollados con el tiempo.

### Videojuegos de construcción de ciudades
Los juegos de construcción de ciudades (en inglés citybuilders) son un subgénero de los JCG donde los jugadores toman el rol de un planificar de ciudad o líder. Los jugadores normalmente miran a la ciudad desde un punto de vista alto en el cielo, para desarrollar y gestionar una ciudad simulada. A los jugadores solo se les permite controlar la posición de los edificios y elementos de la gestión de la ciudad como los salarios y las prioridades de trabajo, mientras que los edificios en sí son hechos por ciudadanos del juego que no son controlables.

### Videojuegos de simulación económica
Los juegos de simulación económica son un subgénero de los JCG que simulan un negocio o alguna otra economía. Estos juegos generalmente contienen más gestión que construcción. En vez de invertir en edificios físicos, la construcción puede ser abstracta, como por ejemplo comprar acciones
El ejemplo más cercano a un juego de simulación económica puro puede ser Capitalism, cuyo objetivo es construir un imperio financiero e industrial. Otro simulador de economía muy ambicioso es Transport Tycoon.

### Videojuegos de simulación de dios
Un videojuego de simulación de dios establece al jugador en el rol de una entidad con poderes divinos o sobrenaturales, los cuales pone a cargo de un escenario conteniendo mortales autónomos que deberá proteger e influenciar. Populous: The Beginning es considerado el juego que inspiró este género.

### Videojuegos de simulación política
Los videojuegos de simulación política son juegos que simulan el gobierno y la política de una nación virtual, ya sea ficticia o no.

### Videojuegos de gestión deportiva

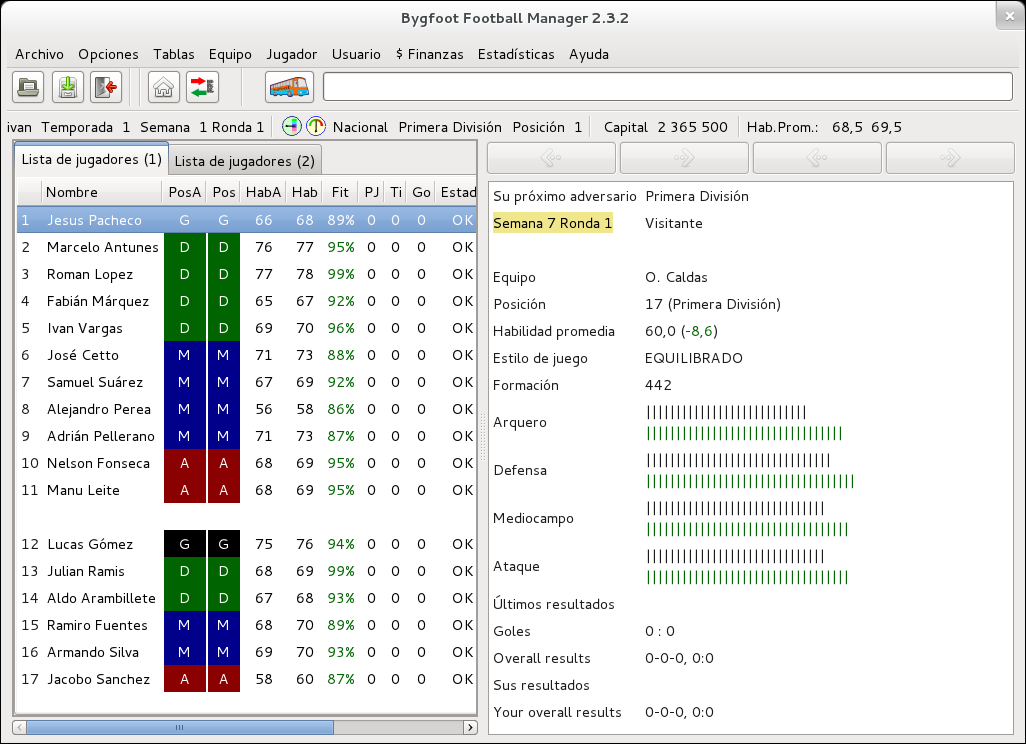
Bygfoot Football Manager, un videojuego libre de gestión de equipos de fútbol.

Los videojuegos de gestión deportiva ponen al jugador en el rol de un director técnico, el cual deberá entrenar y dirigir un equipo deportivo, en aspectos como la estrategia, las tácticas, la selección de jugadores y el ámbito financiero.